# 康勒乡
康勒乡，是中华人民共和国四川省甘孜藏族自治州色达县下辖的一个乡镇级行政单位。

## 行政区划
康勒乡下辖以下地区：
翁扎一村、翁扎二村、翁扎三村、打西一村、打西二村、阿交一村和阿交二村。